# فدریکو جونتی
فدریکو جونتی (به ایتالیایی: Federico Giunti) بازیکن سابق فوتبال اهل ایتالیا است که از سال ۱۹۹۶ میلادی عضو تیم ملی فوتبال ایتالیا بوده و در یک بازی ملی حضور داشته‌است. او در بازی‌ ملی‌اش گلی به ثمر نرساند. او هم اکنون سرمربی بخش جوانان آ.ث. میلان است.